# ألباتروس دي.5
ألباتروس دي.5 (بالألمانية:Albatros D.V) طائرة مقاتلة ألمانية من صنع شركة ألباتروس للطائرات، حلقت الألباتروس دي.5 في أول طيران لها في أبريل 1917، دخلت بعدها الخدمة في القوات الجوية الألمانية القيصرية، بلغ إجمالي ما أنتج منها قرابة 2,500 طائرة.

## المواصفات

### الصفات العامة
- الطاقم: واحد (الطيار).
- الطول: 7.33 متر.
- المسافة بين الجناحين: 9.04 متر.
- الارتفاع: 2.70 متر.
- مساحة الأجنحة: 21.20 متر².
- الوزن فارغة: 687 كجم.
- وزن الإقلاع الأقصى: 937 كجم.
- المحرك: محرك واحد من نوع Mercedes D.IIIaü، بقوة 180 حصان.

### الأداء
- السرعة القصوى: 187 كم/س.
- أقصى ارتفاع: 3,000 متر.
- معدل الصعود: 4.35 دقائق لصعود 1.000 متر.
- الحمل على الأجنحة: 37.5 كيلوجرام/متر².
- التحمل: 2 ساعة.

## معرض صور

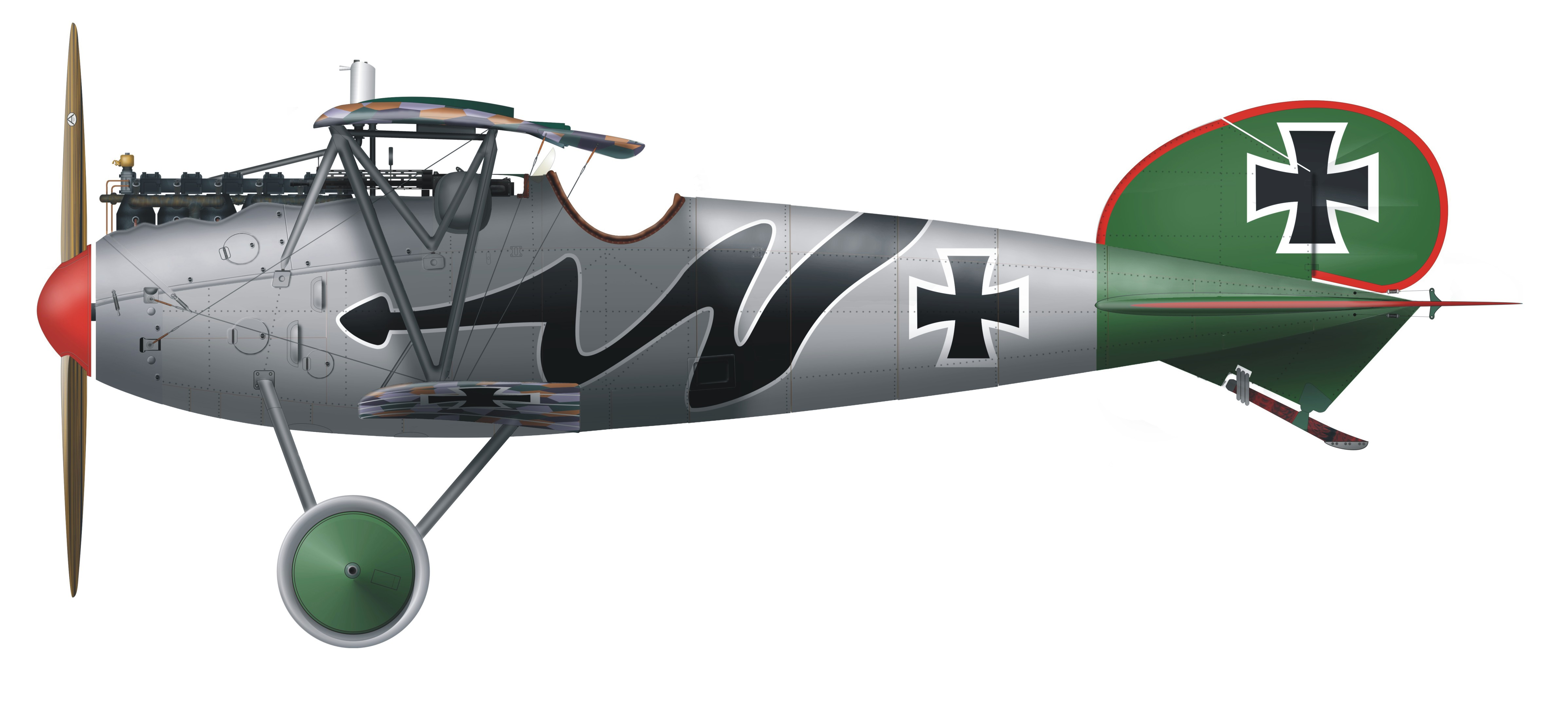
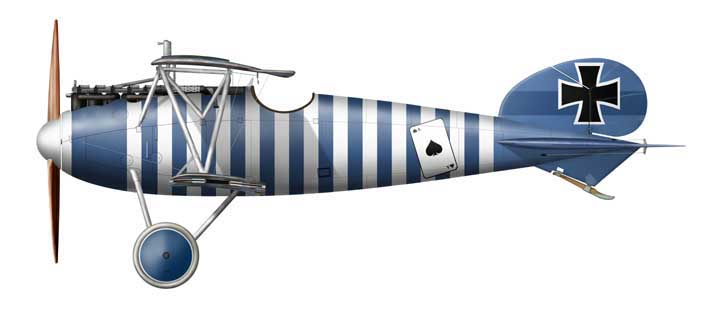
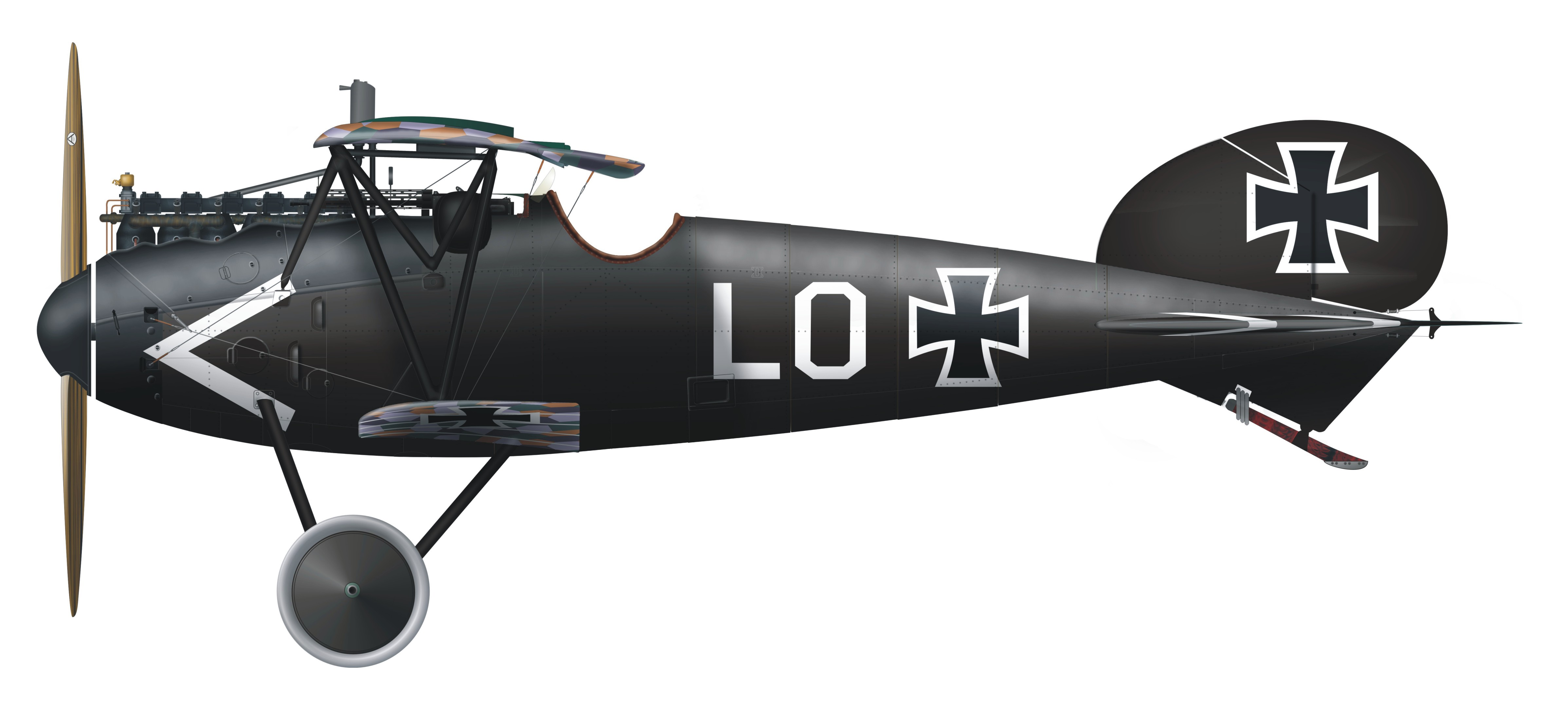

### التسليح
- 2 × 7.92 مم رشاش نوع LMG 08/15